# Markus Stadler (Autor)
Markus Stadler (* 1972 in Berbling in Oberbayern) ist Autor von Kletterführern und Skitouren.

## Leben
Stadler wurde 1972 geboren und wuchs mit 5 Geschwistern auf einem Bauernhof in Berbling auf. Nach der Schule machte er eine Ausbildung zum Industriekaufmann. Nach kurzer Berufserfahrung schloss er ein Studium der Betriebswirtschaftslehre an. Nach seinem Diplom machte er sich selbständig. Er wohnt mit Partnerin und Töchtern in Rosenheim. Seit 2013 ist neben seiner freiberuflichen Autorenschaft Koordinator des Themenschwerpunktes „Skitourenführer“ im Panico Alpinverlag.

## Werke (Auswahl)
- mit Robert Demmel: Bayerische Alpen, Bergverlag Rother, ISBN 978-3-7633-5900-4
- Kletterführer Wilder Kaiser., Panico Alpinverlag, 2012, ISBN 978-3-936740-86-8
- mit Andreas Strauß: Kaisergebirge, Bergverlag Rother, 2009, ISBN 978-3-7633-7050-4
- mit Uta Philipp: Hohe Tauern, Panico Alpinverlag, 2017, ISBN 978-3-95611-062-7
- Tuxer & Zillertaler Alpen, Panico Alpinverlag, 2017, ISBN 978-3-95611-064-1
- mit Doris und Thomas Neumayr: Best of Skitouren, Panico Alpinverlag, 2015, ISBN 978-3-95611-028-3
- Münchner Skitourenberge, Bergverlag Rother, 2012, ISBN 978-3-7633-3065-2
- Skitouren : Ausrüstung – Technik – Sicherheit, Bergverlag Rother, 2012, ISBN 978-3-7633-6033-8
- Kitzbüheler Alpen, Panico Alpinverlag, 2010, ISBN 978-3-936740-56-1